# Os incisivum

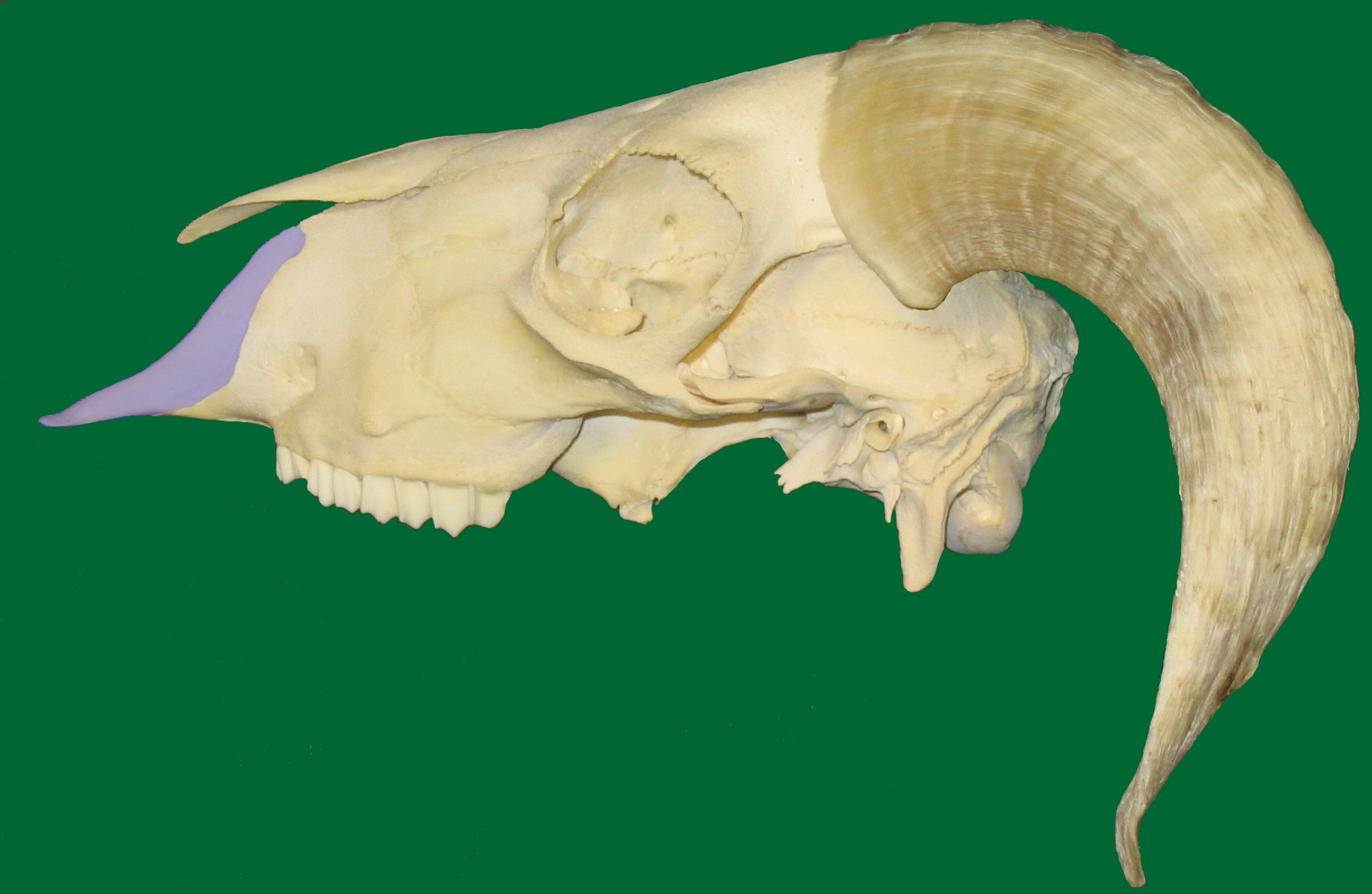
Egy juh koponyája (az os incisivum befestve)

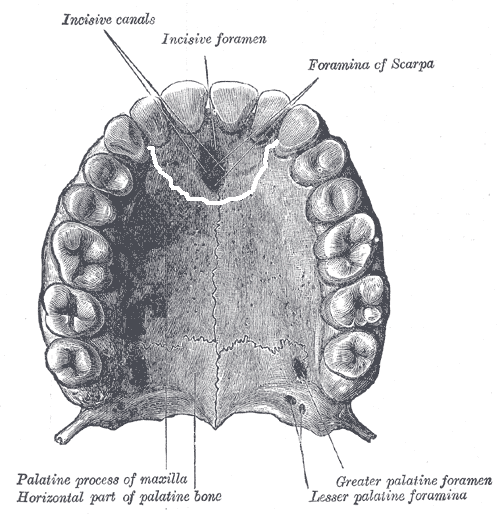
A szájpad (a fehér vonal jelzi a csont határait)

Az os incisivum vagy preamaxilla egy csont az arckoponya elülső, középső részén. Embernél a méhen belüli fejlődés korai szakaszában összecsontosodik a felső állcsonttal, ezért itt nem figyelhető meg az emlősöknél jelenlévő varrat, a sutura incisiva. Ugyanakkor fejlődési rendellenségek esetén megjelenhet, mint számfeletti csont a koponyán (cranium). Magában foglalja a felső metsző- és szemfogakat, valamint a foramen incisivumot.
Az os incisivumon megkülönböztetünk egy testet (corpus) és három nyúlványt:
- fogmedernyúlvány (processus alveolaris) – a frontfogak ülnek benne
- orrnyúlvány (processus nasalis) – felfele és hátra irányul, a legtöbb emlősnél (kivétel az ember és a húsevők) egy bevágást (incisura incisiva) alkot az orrcsonttal
- szájpadnyúlvány (processus palatina) – a kemény szájpad elülső részét képezi

A csontot először egy holland anatómus, Volcher Coiter írta le. A csont felfedezését embernél Johann Wolfgang von Goethének tulajdonítják, de hasonló eredményeket ért el Pierre Marie Auguste Broussonet és Vicq d’Azyr is. A felfedezés, mely bizonyította az ember és az állatok közti rokonságot, nagy hatással volt az evolúcióelméletre.